# Pic Martin
Le pic Martin (en russe : Пик Мартена, Pik Martena, pour « Жозеф Мартен », Joseph Martin, explorateur français) est une montagne entre l'oblast d'Irkoutsk et le kraï de Transbaïkalie, en Russie. Il atteint 2 988 m d'altitude. Il est situé 8 km à l'ouest du pic BAM. C'est un des plus hauts sommets du massif de Kodar et le point culminant de l'oblast d'Irkoutsk.